# Mehmet Oktav
Mehmet Oktav (* 1917 in Istanbul; † 6. April 1996) war ein türkischer Ringer.
Für die Türkei gewann er bei den Olympischen Sommerspielen 1948 in London Gold im griechisch-römischen Stil. Oktav war nach Yaşar Erkan, der 1936 in Berlin olympisches Gold ebenfalls im Ringen gewann, der zweite türkische Olympiasieger.